# 캠프 드레이크
캠프 드레이크(Camp Drake, 시설번호: FAC 3048)는 일본 사이타마현 와코시, 아사카시, 니자시, 도쿄부 네리마구에 걸쳐있던 거대한 주일 미군의 군영이었다. 주일 미국 육군과 주일 공군의 주둔지로서, 마닐라 전투에서 전사한 로이스 A. 드레이크 대령의 이름을 땄다. 일본 군정기부터 베트남 전쟁 이전까지 제1기병사단이 주둔하였다.

## 역사

### 제2차 세계 대전
일본 제국 육군의 군수기지 아사카 출장소(朝霞出張所)였다. 1945년 4월 21일에 도쿄 육군 피복지부(東京陸軍被服支廠)로 승격되었지만, 얼마 안가 종전으로 진군한 연합군에게 점령되었다. 이후 주일 육군과 주일 공군의 군영이 되었다.

### 한국 전쟁
1950년 9월 8일, 재일학도의용군 1진 78명이 캠프 내의 제8군 보충훈련소에 입소하여 4일 뒤에 요코하마 항구에서 미국측 보충병 1,500명과 함께 제7보병사단에 배속되었다. 이후의 재일학도의용군 2,3 진 또한 캠프 드레이크에서 보충되었다. 이후에는 오이타현 벳푸시의 캠프 모리에 주둔하고 있던 제8068보충대대에 입소하였다.

### 반환 후
2015년 1월 17일에 기밀해제된 미국 합동참모본부의 1958년 2월 17일자 문서와 일본 방위성의 방위연구소의 자료에 따르면, 냉전 초기에 주일 미군이 핵무기를 일본 열도 내에서 보관했던 곳으로 추정하고 있다. 당시의 일본 정부는 핵무기를 보유할 의사가 있었고, 미국은 공산주의 국가 집단을 견재하기 위해 북대서양 조약 기구의 방식으로 도입시킬 계획이었다. 그러나, 1954년 일본 민간어선인 후쿠류마루(福竜丸)가 비키니 핵 실험에 휘말려 방사능에 피폭되자, 일본 국민의 반대 여론이 형성되면서 취소하였다.

## 시설
캠프 드레이크는 일본 국도 254호 가와고에 도로에 의해 남북으로 나뉘어 있다.

### 캠프 북부
베트남 전쟁에 미국이 참전하게 되면서 원정을 위한 전력으로서 제1기병사단이 지정되었다. 사단의 전력은 약 3개월 단위로 순환 파견되었는데, 부상자를 MEDEVAC을 위한 헬리포트를 갖춘 제245종합병원이 설치되었고 후송병원으로 운용되었다. 이때부터 민간과의 충돌이 잦아졌는데, 헬기의 이착륙 소음은 근처 제6소학교에서 수업을 못할 정도였고 이외 각종 문제로 대중매체에 자주 언급되면서 반환운동이 자주 일어났다.
1968년 3월 31일 북쪽 입구의 주변 1,462.23 m2 토지를 시작으로 1986년 완전히 반환되었다.

### 캠프 남부
1957년태평양 지역의 미국군 전체를 대상으로 한 개편으로 제8군이 대한민국 서울특별시 용산구에 있는 용산 기지로 옮겨가면서, 통신시설만 남겨졌다. 1959년 미일공동사용 잠정협정이 맺어져 이듬해 육상자위대가 주둔하는 아사카 주둔지으로 지정되었다. 1964년 하계 올림픽에서 근대 5종 경기 중 권총, 소총 사격을 위해 사격장이 건설되었다.

## 같이 보기
- 주일 미군의 시설 목록

## 참고
1. ↑  “재일학도의용군”. 한국전쟁 기념관. 3,6,7,9쪽. 2016년 3월 5일에 원본 문서에서 보존된 문서. 2015년 11월 19일에 확인함.
2. ↑  양문평 (2015년 1월 18일). “美, "日자위대 핵 무장 희망"…1958년 공문서에서 드러나”. 중앙일보. 2015년 12월 22일에 원본 문서에서 보존된 문서. 2015년 11월 21일에 확인함.
3. ↑  한창만 (2015년 1월 18일). “日, 1950년대 美핵무기 열도 배치 추진했다”. 한국일보. 2015년 11월 22일에 확인함.
4. ↑  〈1〉. 《1964 하계 올림픽 공식 보고서》 (PDF) (일본어) 1판. 134쪽. 2010년 7월 7일에 원본 문서 (PDF)에서 보존된 문서. 2015년 12월 20일에 확인함.